# 金柄珉
金柄珉（中国朝鲜语：／ Kim Byeongmin，1951年—），黑龙江宁安市人，朝鲜族，中华人民共和国政治人物、第十一届全国人民代表大会吉林地区代表。

## 生平
1978毕业于延边大学朝鲜文专业，1985年毕业于朝鲜金日成综合大学博士院，副博士研究生、文学副博士，1990年在延边大学获文学博士。是中共党员。担任吉林延边大学校长。2008年起担任全国人大代表。